# シェラン地域

シェラン地域
Region Sjælland

シェラン地域（シェランちいき、Region Sjælland）は、デンマークの地方行政区画である5つの地域（region）の一つ。2007年1月1日に県の再編に伴い設置された。元のロスキレ県、ストーストレム県、ヴェストシェラン県を統合した地域である。
地理的にはデンマーク東部に位置し、シェラン島西部、ムーン島、ファルスター島、ロラン島などからなる。

## 行政区分

シェラン地域・基礎自治体

| 基礎自治体（市、Kommune、コムーネ） | デンマーク語 | 行政府所在地                           |
| ----------------------------------- | ------------ | -------------------------------------- |
| ファクセ市                          | Faxe         | ハスリウ                               |
| グレーヴェ市                        | Greve        | グレーヴェ・ストラン                   |
| グルボソン市                        | Guldborgsund | ニュクービン・ファルスタ               |
| ホルベク市                          | Holbæk       | ホルベク                               |
| カロンボー市                        | Kalundborg   | カロンボー                             |
| キューゲ市                          | Køge         | キューゲ（キューエ、クェーエ、クーイ） |
| ライラ市                            | Lejre        | キアゲ・ヴァルスー                     |
| ロラン市（ロラン島）                | Lolland      | マーイボー                             |
| ネストヴェズ市                      | Næstved      | ネストヴェズ（ネストヴェ、ネーステズ） |
| オズスヘアアズ市                    | Odsherred    | ホイビュー                             |
| レングステズ市                      | Ringsted     | レングステズ                           |
| ロスキレ市                          | Roskilde     | ロスキレ                               |
| スレーイルセ市                      | Slagelse     | スレーイルセ                           |
| ソールレズ市                        | Solrød       | ソールレズ・ストラン                   |
| ソーレ市                            | Sorø         | ソーレ                                 |
| ステウンス市                        | Stevns       | ストーア・ヒズィンゲ                   |
| ヴォーディングボー市                | Vordingborg  | ヴォーディングボー                     |